# Nagylózs
Nagylózs è un comune di 910 abitanti situato nella contea di Győr-Moson-Sopron, nell'Ungheria nordoccidentale.